# Ujazd (powiat bocheński)

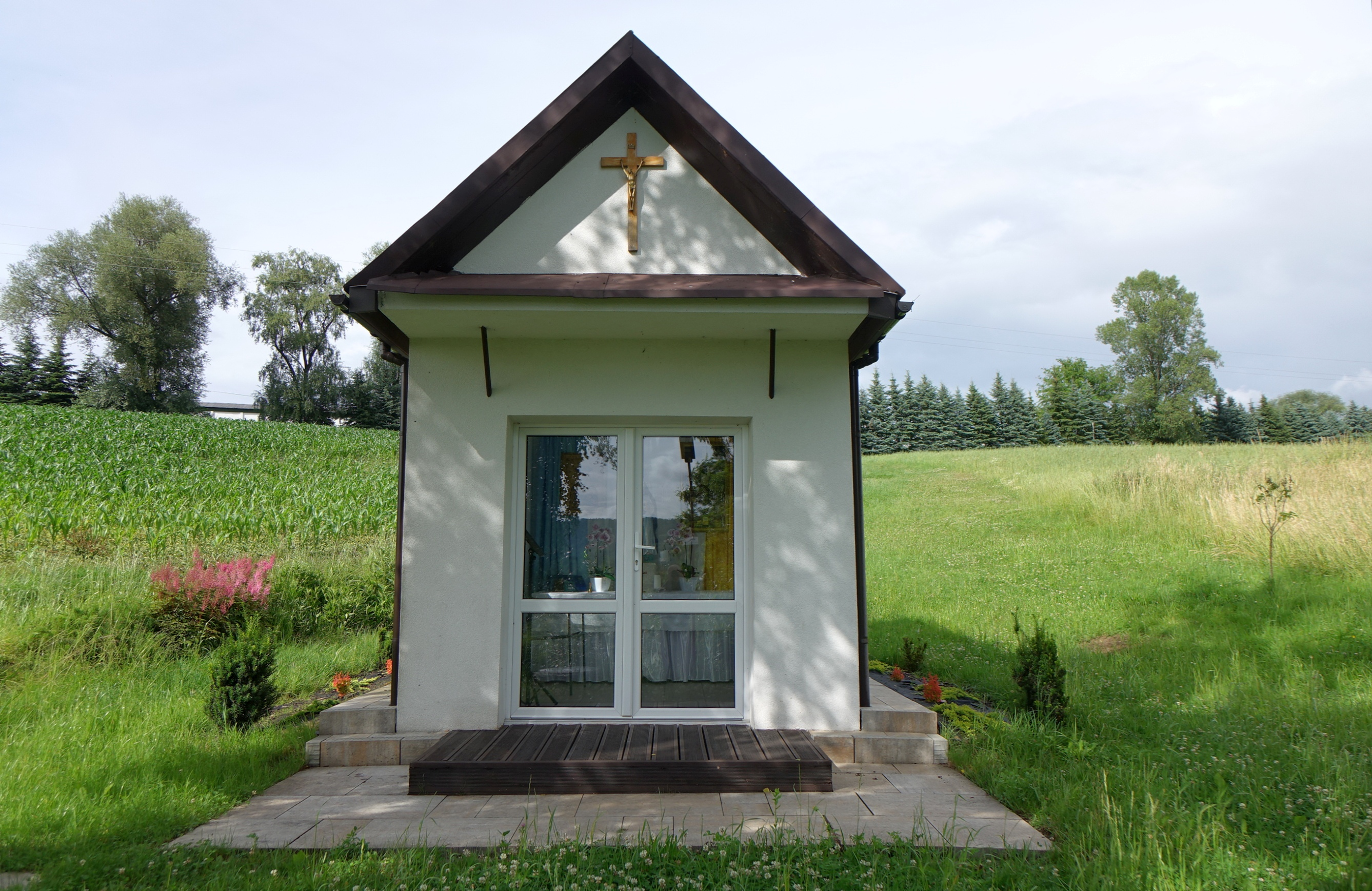
Kapliczka przy Źródle św. Kingi na Ujeździe

Ujazd – wieś w Polsce położona w województwie małopolskim, w powiecie bocheńskim, w gminie Trzciana.
Siedzibą gminy jest miejscowość Trzciana.
W latach 1975–1998 miejscowość należała administracyjnie do województwa tarnowskiego.

## Położenie
Miejscowość znajduje się na Pogórzu Wiśnickim, na grzbiecie oddzielającym dolinę Sanki od doliny potoku Rdzawka (dopływ Przegini). Tereny miejscowości to łagodnie opadające południowe i północne stoki tego grzbietu, niemal całkowicie bezleśne, zajęte przez pola uprawne i zabudowania.

## Części wsi
| 0839429 | Dębina     | część wsi |
| 1047647 | Krzemionki | część wsi |
| 0839441 | Rdzawki    | część wsi |
| 0839458 | Zabucze    | część wsi |
|         | Zyznówka   | część wsi |

## Historia
W 1490 roku wieś wymieniona w łacińskim dokumencie jako „Vyasd w parafii Trczyana”. Pobierano w niej czynsz od 1 łana. W 1581 roku należała ona po części do Jana Gabońskiego, a w drugiej części do Andrzeja Rzyzniewskiego. Mieli oni we wsi trzy półłanki kmiece, 3 zagrodników z rolą oraz 1 komornika bez bydła. Od nazwiska rodu tego ostatniego właściciela pochodzi nazwa założonego w 1416 roku przysiółka Zyznówka (dawniej oraz w wykazie TERYT jako Żyznówka) i podzielonego obecnie między Trzcianę i Ujazd.
Po rozbiorach Polski wieś znalazła się w zaborze austriackim. W XIX-wiecznym Słowniku geograficznym Królestwa Polskiego miejscowość wymieniona jest jako część Zbydniowa w powiecie bocheńskim.
Według austriackiego spisu powszechnego pod koniec XIX wieku we wsi było 48 zabudowań, w których mieszkało 269 mieszkańców w tym 157 katolików i 12 Żydów.
W czasie II wojny światowej w miejscowości działał 12 Pułk Piechoty Ziemi Bocheńskiej regionalny oddział Armii Krajowej oraz Narodowa Organizacja Wojskowa. W 1943 Niemcy aresztowali pięciu członków, których rozstrzelali w Krzeszowicach 2 lutego 1944 roku.